# Stortjärnen (Anundsjö socken, Ångermanland, 707766-161487)
Stortjärnen är en sjö i Örnsköldsviks kommun i Ångermanland och ingår i Gideälvens huvudavrinningsområde. Sjön har en area på 0,0867 kvadratkilometer och ligger 422,9 meter över havet. Vid provfiske har öring fångats i sjön.

## Delavrinningsområde
Stortjärnen ingår i det delavrinningsområde (707683-161463) som SMHI kallar för Utloppet av Bredsjön. Medelhöjden är 393 meter över havet och ytan är 8,17 kvadratkilometer. Det finns inga avrinningsområden uppströms utan avrinningsområdet är högsta punkten. Vattendraget som avvattnar avrinningsområdet har biflödesordning 3, vilket innebär att vattnet flödar genom totalt 3 vattendrag innan det når havet efter 89 kilometer. Avrinningsområdet består mestadels av skog (78 procent). Avrinningsområdet har 0,88 kvadratkilometer vattenytor vilket ger det en sjöprocent på 10,7 procent.